# Saint-André-d'Apchon
Saint-André-d'Apchon är en kommun i departementet Loire i regionen Auvergne-Rhône-Alpes i centrala Frankrike. Kommunen ligger i kantonen Saint-Haon-le-Châtel som tillhör arrondissementet Roanne. År 2022 hade Saint-André-d'Apchon 1 942 invånare.

## Befolkningsutveckling
Antalet invånare i kommunen Saint-André-d'Apchon
| Referens: INSEE |